# Vicomté
La vicomté comporte deux sens. Il peut s'agir d'une circonscription féodale administrative, où le vicomte exerce des responsabilités au nom d'une autorité supérieure. C'est également le titre d'une seigneurie, qui est devenu ensuite un titre de noblesse. 

## Circonscription féodale administrative
À l'origine, on désignait à l'époque carolingienne par vicomté le ressort de la justice exercée par un officier appelé vicomte au nom d'une autorité supérieure : roi ou duc. C'est aussi une circonscription militaire, comprenant plusieurs châtellenies.
Ce sens a évolué avec la féodalisation entre le IXe et le XIe siècle, où les vicomtés sont devenues la propriété de leurs titulaires (comme la vicomté de Périgord). Seule la Normandie l'a conservée jusqu'à nos jours. En Normandie française, la vicomté était depuis le XIe siècle une circonscription dépendant du duc. Le duc de Normandie était en fait le titulaire de plusieurs anciens comtés carolingiens (Rouen, Évreux, Vexin, etc.). Certains de ces comtés furent donnés à des cadets des princes normands, notamment aux frontières du duché. Là où le duc exerçait directement le pouvoir comtal, il était représenté par un vice comes, un vicomte.
Officier royal, le vicomte représente le roi. Son rôle est notamment de tenir les assises pour rendre la justice. Dans le cas de condamnation à mort, il fait exécuter les condamnés. Il reçoit aussi l'hommage et la foi des seigneurs des différentes sergenteries dépendantes de sa vicomté. Il détient aussi un rôle militaire, se faisant présenter les montres des gens d'armes.
Devenues au XIIIe siècle des subdivisions des bailliages royaux, les vicomtés normandes subsistèrent jusqu'en avril 1749, date de leur suppression par un édit de Louis XV. Les vicomtes étaient alors des juges ordinaires qui, depuis le XIIe siècle, avaient été privés d'une grande partie de leurs prérogatives par la création de nombreux offices spécialisés.
Dans les îles Anglo-Normandes, un vicomte est toujours nommé par le souverain britannique en sa qualité de duc de Normandie.

## Titre d'une seigneurie
Tirées des anciennes vicomtés administratives, les vicomtés seigneuriales résultèrent premièrement par l'appropriation personnelle du ressort public par des particuliers, fidèles des comtes et princes féodaux. Autre exemple : les vicomtés de Gévaudan et de Béarn, devenues provinces historiques françaises.
À partir du XIVe – XVe siècle, ce fut le titre donné à une seigneurie, en particulier à d'importantes baronnies, aussi bien en France qu'en Angleterre. Vicomte est alors devenu un titre de noblesse, attaché à la personne (homme ou femme) propriétaire d'une vicomté.
Avec l'inflation des titres nobiliaire sous l'Ancien Régime, le titre de comté ou de marquisat a été largement préféré à celui de vicomté.
Aucun titre de vicomte créé au XIXe siècle, en France, ne correspond à une vicomté, ce titre de terre ayant été supprimé en 1789.

## Fief vicomtier
Il ne faut pas confondre une vicomté avec un simple fief vicomtier, nom donné en Flandre, en Artois, en Ponthieu et dans quelques autres régions voisines à un fief roturier ou bourgeois (feudum burgense sive ignobile) mais qui, alors que normalement un fief roturier n'avait pas de justice seigneuriale, pouvait nommer un vicomte (simple officier de justice jadis appelé bailli) pour rendre la justice. La plupart des fiefs non nobles de Flandre étaient vicomtiers.